# 高春芳
高春芳（1951年3月—），男，汉族，河南卢氏人，中华人民共和国政治人物，解放军第一五Ｏ医院院长，第十一届全国政协委员。

## 生平
1971年加入中国共产党。2008年，当选第十一届全国政协委员，代表医药卫生界，分入第四十五组。